# Kleomenes (Kommentator)
Kleomenes war ein Philosoph. Er schrieb einen Kommentar zu Hesiods Werken. Er ist möglicherweise mit dem kynischen Philosophen Kleomenes identisch.
Clemens von Alexandria überliefert, dass Kleomenes den Ausspruch „Bürgerschaft und nahe dabei Unheil“ auf Homer zurückführte: „Schwach ist die Sicherheit, welche die Bürgschaft für Schwache verbürgt.“ (Odyssee, 8, 351.) Aristoteles führte den Ausspruch auf Chilon von Sparta und Didymos Chalkenteros auf Thales zurück.